# 单头帚菊
单头帚菊（学名：Pertya monocephala）为菊科帚菊属下的一个种。

## 扩展阅读
維基物種上的相關：单头帚菊